# Компас (автомобіль)
КамАЗ «Компас» — серія російських середньотоннажних низькорамних вантажних автомобілів класу N2 категорії MCV, що вироблялися з 2022 року на Камському автомобільному заводі (КамАЗ).

## Опис
Перші прототипи, представлені 10 лютого 2022 року на виставці Комтранс, це «Компас-9» повною масою до 9,5 т і «Компас-12» повною масою до 12 т.у другому півріччі 2022 року планується виробництво моделей «Компас-5» повною масою до 5,5 т і «Компас-6» повною масою до 6 тонн. Кузови автомобілів — бортові або зі шторним тентом. В кінці 2023 року планується випуск моделі «Компас-3» повною масою до 3 тонн. Моделям «Компас-9» і «Компас-12» притаманні спальні місця.
Рама, мости і підвіска залишилися частково від попередників КамАЗ-4308 і КамАЗ-5308, проте кабіна і салон взяті від китайських моделей JAC серії N. Радіаторна решітка запозичена у сімейства KAMAZ-54901.
Конкуренти — ГАЗон-Next і ГАЗель NEXT.

## Технічна характеристика
- Колісна формула — 4 × 2
- Вагові параметри і навантаження, а / м
  - Споряджена маса а / м, кг — 3125—3405
  - Вантажопідйомність а/ м, кг — 5500—12000
  - Повна маса, кг — 15000
- Двигун
  - Модель — Cummins ISF3.8S5154
  - Тип-дизельний з турбонаддувом
  - Потужність кВт (к. с.) — 154 к. с.
  - Розташування і число циліндрів — рядне, 6
  - Робочий об'єм, л — 6,7
- Коробка передач
  - Тип — механічна, шестиступінчаста (LC6T540B)
- Кабіна
  - Тип-розташована над двигуном, з високим дахом
  - Виконання — зі спальним місцем
- Колеса і шини
  - Тип коліс — дискові
  - Тип шин — пневматичні
  - Розмір шин — 285/70 R19, 5
- Загальні характеристики
  - Максимальна швидкість, км / год — 115
  - Кут преодол. підйому, не менше, % — 25
  - Зовнішній габаритний радіус повороту, м — 11
  - Витрата палива на 100 км, л — 28